# Кошава 3
Кошава 3 је српска ракета ваздух-земља. Долази у 2 варијанте: Кошава 3 РМ и Кошава 3 ТМ.

## Опис
Први пут је приказана на сајму "Партнер 2021" у Београду. Биле су приказане две верзије ракете, Кошава 3 ТМ која има турбомлазни мотор, домет од 150 km, комбиновано навођење, инерцијално уз примену ГПС и ТВ/ИЦ навођење путем дата линка. Друга варијанта је Кошава 3 РМ са ракетним мотором домета 120 km и истим навођењем као Кошава 3 ТМ. Маса ракете је 454 kg, а бојеве главе је 320 kg. Намењена је пре свега уништавању инфраструктурних и утврђених објеката. Иако се наводе импресивни домети од 120-150 km, у доступном рекламном материјалу Кошаве 3 се наводи домет домет од “свега“ преко 50 km.